# Peter Ortman
Hans Peter Gunnar Ortman, född 10 maj 1939 i Staffans församling i Gävle, död 16 november 2008 i Raus församling i Helsingborg i Skåne län, var en svensk författare av böcker, sångtexter och poesi samt kompositör och konstnär.
Efter studentexamen och akademiska studier blev han filosofie kandidat 1964 och filosofie licentiat 1971. Han var litteraturkritiker Sydsvenska Dagbladet Snällposten 1965–1975, lärare vid litteraturvetenskapliga institutionen/Drama-teater-film vid Lunds universitet 1966–1975, dramaturg för TV 1 1980–1984 och gästforskare vid Institutionen för internationell pedagogik i Stockholm 1987–1990.
Peter Ortman var son till ingenjören Eric Ortman och Dagny, född Lundquist. Han var 1963–1977 gift med översättaren Maria Ortman (1939-2018) och från 1991 till sin död med författaren Lisa Berg Ortman (född 1943), dotter till Johannes Edfelt och Brita Edfelt, född Silfversparre.